# Johan Palm (fotograf)
För andra betydelser, se Johan Palm (olika betydelser).
Johan Henric Palm, född 17 april 1976 på Lidingö, är en svensk filmfotograf. Palm har bland annat fotat julkalendern Tjuvarnas jul (2011) och långfilmen IRL (2013).